# Naturphilosophie
À ne pas confondre avec Philosophie naturelle.
La Naturphilosophie (/naˈtuːɐ̯filozoˌfi/ː , litt. « philosophie de la nature ») désigne un courant de pensée, essentiellement allemand. « Le concept germanique de Naturphilosophie, expression privilégiée du romantisme allemand, n'a pas d'équivalent linguistique en français ou en anglais ». La traduction littérale en français par l'expression « philosophie de la nature » peut être trompeuse, car il a existé une philosophie naturelle bien avant que n'apparaisse ce mouvement. Il est donc préférable de conserver son appellation Naturphilosophie  non traduite.
Ce courant, dominé par la figure scientifique et philosophique de Schelling, apparaît en Allemagne dans la seconde moitié du XVIIIe siècle, et se propage ensuite dans le reste de l'Europe, où il reste cependant discret. Ancré dans le contexte du romantisme et de l'idéalisme allemand, il vise à rendre compte de l'intégralité des phénomènes de toute nature, matériels et spirituels, avec l'ambition de dévoiler l'être total de la nature par la remise en cause de la frontière rigide entre la nature et l'esprit. Il s'appuie sur une vision organique et dynamique du monde, se présentant ainsi comme une alternative à la vision atomiste et mécaniste de la science moderne. Selon Antoine Faivre, « on ne peut comprendre la Naturphilosophie qu'en remontant jusqu'à la Physica sacra. Cette dernière est la connaissance de la nature qui présuppose que cette nature porte les signes du divin ».
La Naturphilosophie  prétend donner une explication métaphysique aux récentes découvertes de la science, notamment en physique et en biologie. Les Naturphilosophen de l'époque, tels que Oken, disciple de Schelling, vont tenter de rendre compte de phénomènes physiques comme le magnétisme et l'électricité, ou plus tard, de phénomènes biologiques comme celui de la cellule vivante.

## Définition du concept deNaturphilosophie
Selon Gilles Marmasse, la Naturphilosophie « désigne la science romantique de la nature » qui se développe avant tout dans les pays de langue allemande de la fin du XVIIIe siècle aux années 1830-1840. Elle introduit « des préoccupations philosophiques propres au postkantisme dans l'examen de la nature » et s'oppose à la science mécaniste d'inspiration galiléenne et newtonienne, dans la mesure où celle-ci privilégie les mathématiques, « se méfie de la métaphysique » et voit dans l'expérimentation le critère de la vérité scientifique, tandis que la Naturphilosophie, quant à elle, « considère son objet comme une totalité vivante » qui « doit être saisie de manière unitaire à l'aide des principes intellectuels a priori ». Herder est un précurseur de la Naturphilosophie où vont dominer ensuite les œuvres de Goethe, Baader, Novalis, Eschenmayer, Schelling, Ritter et Hegel. La philosophie de la nature reprend « la devise de Lessing léguée par Jacobi: hen kai pan » (« Un et Tout ») pour l'appliquer à la nature.

## Les sources de laNaturphilosophie
« La Révolution française et la Doctrine de la Science de Fichte, ces événements que Friedrich Schlegel associait, provoquaient en Allemagne au tournant du XIXe siècle, chez les penseurs et les étudiants un soulèvement des esprits, un tumulte confus d'idées et de rêves » écrit Xavier Tillette. C'est dans une atmosphère romantique et chargée de résonances religieuses et mystiques que se lève un courant de pensée fait « d'exaltation de la liberté et d'admiration pour la richesse de la raison humaine, et de volupté à la perspective d'une destination mirifique, vers le lieu où tout est pur, tout est intellectuel, l'Absolu sans rivages ».
Kant participe indirectement aux origines de la Naturphilosophie , avec ses Premiers principes métaphysiques de la science de la nature où le couple attraction-répulsion, qui aura une grande postérité, en particulier chez Schelling, apparaît pour la première fois. Mais c'est avec Schelling que la Naturphilosophie se hisse au sommet de la métaphysique, le livre de la Nature étant d'après lui grand ouvert pour que nous y retrouvions l'histoire de notre esprit. La métaphysique ainsi renouvelée devait permettre de dépasser l'idéalisme transcendantal de Kant, qui interdisait les spéculations philosophiques sur la nature elle-même, du fait de la limitation de la portée de l'entendement au donné empirique.

## Les thèmes de laNaturphilosophie
En réaction contre le mécanisme rigide de la physique mathématique d'Isaac Newton, alors paradigme dominant de la science moderne, la Naturphilosophie fait ressurgir la question du vivant, de l'organique, de l'organisation. Émile Bréhier note que cette vive opposition accompagne le développement des sciences expérimentales dont on commence à percevoir qu'elles possèdent des particularités qualitatives dont il est impossible de donner une expression mathématique.
« la Naturphilosophie est inconcevable en dehors des influences de Goethe et de Herder, restaurateurs ou instaurateurs d'une vérité cosmique »,.
Pour les penseurs romantiques de cette époque, les progrès anti-mécanistes d'une science tendant à effacer les frontières entre l'inorganique et l'organique (le magnétisme et le galvanisme) donnaient le spectacle d'une nature capable de devenir esprit contre le courant traditionnel d'une philosophie insistant plutôt sur la spécificité du sujet humain. Il s'agissait alors, pour eux, de défendre la primauté de l'Esprit et de la Nature sur le monde visible et rationnel.
La Naturphilosophie  introduit des distinctions qualitatives qui ont pour résultat de faire ressortir la richesse et la fécondité du monde. Il s'agit, note Émile Bréhier, de récuser l'explication purement mécanique, qui, selon l'opinion de Schelling, détruit l'unité de la nature. Cette unité présupposée ne provient plus de la loi physique qui s'impose depuis Descartes, mais de « l'intuition immédiate d'une parenté des formes ». Concrètement, il s'agit de répondre à la question de l'origine de la multiplicité des espèces. La Naturphilosophie substitue alors à la vieille méthode de classification des concepts, une méthode d’intuition qui suit les transformations du même dans l'autre. Leibniz anticipera cette idée en parlant de « continuité des formes ». La Naturphilosophie, résume alors Émile Bréhier, est ainsi dominée par deux idées que le progrès des sciences a suggéré au philosophe : l'idée de polarité et celle de la continuité des formes.
Fortement marquée par la pensée de Spinoza (on est dans le contexte du Pantheismusstreit, la « Querelle du panthéisme », lié à la redécouverte de Spinoza à la fin des Lumières allemandes), la Naturphilosophie  se veut une « science spéculative », capable d'aller et venir entre la natura naturata (« nature naturée ») et la natura naturans (« nature naturante »). Autrement dit, le philosophe-scientifique doit s'élever du produit fini au « produire », à l'activité productrice infinie de la nature elle-même, qui s'auto-limite dans des produits finis. Selon Gœthe, précurseur de cette approche, la nature est travaillée par une force vivifiante et rajeunissante dans laquelle se retrempent tous les êtres ; cette force « schellingienne », de nature quasi-divine, rapproche la Naturphilosophie de la doctrine panthéiste,. Dans la perspective schellingienne, la « Nature naturante » est moins un objet d'étude pour le philosophe, que le véritable sujet d'un procès dynamique se développant et se réfléchissant lui-même à travers les objets naturels. Cette interprétation de la nature s'oppose à celle de Hegel, qui est étranger à l'idée d'un monde conçu comme un « Tout », le Tout représentant pour lui l'œuvre divine par excellence.

## La synthèse schellingienne

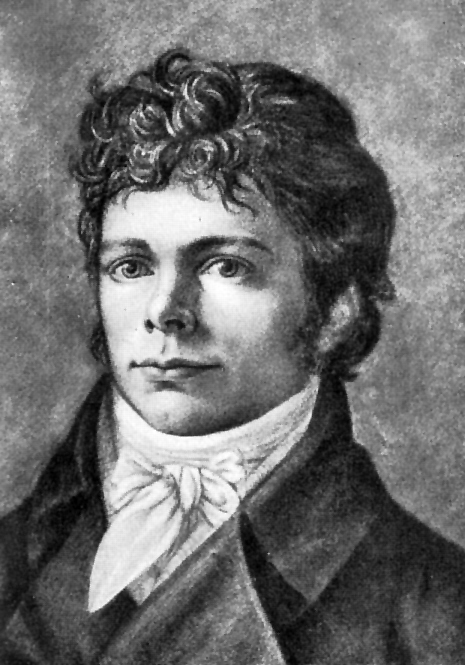
Schelling vers 1800

Schelling est le premier à employer systématiquement, à partir de 1799, le terme de Naturphilosophie de préférence à celui de « philosophie de la nature » (Philosophie der Natur). Dans une véritable synthèse originale, il conçoit la nature, cet « être total », comme traversée par une dynamique de forces originaires commandant l'ensemble de ses métamorphoses et encadrée par des polarités. Schelling y voit une puissance intégratrice telle qu'elle en vient à constituer, au-delà même de son œuvre, « l'un des principaux programmes de recherche de la philosophie et de la science allemande entre 1790 et 1820 ».
Pour Schelling et ses disciples, la Naturphilosophie n'est au début « qu'une simple généralisation de la physique. Il s'agit de montrer que l'univers est un organisme qui trouve en lui-même le principe de son propre rajeunissement, telle est la thèse de l'Âme du monde », affirme Émile Bréhier.
Tout le projet du premier Schelling fut de réconcilier le kantisme et la pensée de Fichte avec celle de Spinoza, c'est-à-dire de dévoiler les deux faces de l'Absolu que sont l'esprit et la nature. La Naturphilosophie  est également liée au projet esthétique du romantisme allemand, de chercher dans la nature ce qui la rapproche de l'art et vice versa. Schelling « naturalise » la philosophie transcendantale de Fichte en attribuant à l'objet lui-même – la nature – l'activité d'auto-génération du sujet ou du Moi. Procédant par déduction, il identifie les conditions de possibilités de l'expérience concrète qui se manifeste dans son auto-construction. Il affirme l'« Identité » absolue de la nature et de l'esprit : « la nature est l'esprit visible, l'esprit la nature invisible. Moi et non-moi, sujet et objet, phénomène et chose en soi ne forment qu'un ».
Pour Schelling, le monde est unité essentielle, il n'y a pas lieu d'opposer le monde idéal et le monde réel. Humain et nature ne sont que les deux faces d'un seul et même être, l' Un, l'Absolu. C'est du sein de l'Absolu que naissent Nature et esprit, coexistant et se développant parallèlement dans une parfaite identité. Les contradictoires procèdent d'un Absolu « indifférent » à l'objectif et au subjectif, d'une unité indifférenciée. Il ressort que le rythme de la nature est le même que celui de l'Esprit ; c'est cette thèse qui se trouve identifiée sous l'appellation de philosophie de l'Identité qui n'est ni le « Moi absolu de Fichte », ni le Dieu de la théologie.
Contre le mécanisme cartésien ou newtonien, Schelling considère la nature comme un tout qui règle l’action des forces opposées qui tendent à la mutuelle destruction : « retour offensif de l’antique pensée ionienne d’un Logos régulateur des contraires », note Émile Bréhier.
Dans le livre grand ouvert de la Nature, Schelling lit l'histoire de notre esprit. Toute sa démarche consiste à expliquer avec l'Esquisse d'un système de philosophie de la nature, la constitution des êtres naturels à partir de la productivité infinie de la nature. Il reprend une distinction spinoziste en comprenant la Nature comme une activité au sein de laquelle il distingue la « Nature naturante », avec l'esprit en exercice, s'objectivant dans ses êtres et une « nature naturée » ou produite. Cette dernière est l'objet d'une philosophie naturelle que traite la physique mathématique mécaniste, alors que la première est processuelle et dynamique. On peut, précise Bernard Mabille, rapprocher cette vision schellingienne de la Phusis φύσις aristotélicienne ou même de l'élan et de la durée bergsonniens.
Par sa dimension « réaliste » et « métaphysique », cette démarche s'oppose à la philosophie transcendantale.
Comme le montre Xavier Tilliette, Schelling ne renonce pas à son projet métaphysique, ce qui est visible dans les Éclaircissements de la Doctrine de la Science où il rédige une série de dissertations qui décrivent la genèse de l'esprit dans la « diastole » de l'univers. Ce qui intéressait le plus Schelling d'après Xavier Tilliette, c'était le « Commencement », autrement dit, « l'absolu et l'intuition intellectuelle ». Mais d'après lui, la pensée de Schelling se perd dans une « contemplation quiétiste » lorsqu'il « gémit de l'écran des choses, de l'interposition des objets, qui troublent et obscurcissent l'intuition du suprasensible et du monde idéal ».
« La dernière philosophie de Schelling se veut une philosophie positive c'est-à-dire qu'elle se présente comme un récit. Dieu est point de départ, à la fois existence nécessaire, mais dès l'origine « puissance » (possibilité) d'une autre existence. La création est actualisation de cette puissance de l'être autre. L'homme est le point où l'unité des puissances est restaurée mais actualisant à nouveau cette puissance, cette fois sur le plan de la conscience : c'est l'odyssée religieuse de l'humanité d'abord sous la forme imaginaire de la mythologie puis sous la forme d'une conscience délivrée, en personne dans la Révélation » écrit l'auteur anonyme de l'article numérique.[réf. nécessaire]
Fichte, de son côté, préféra prendre ses distances avec cette forme de philosophie, y voyant une trahison méthodologique du projet transcendantal, et pointant son incompatibilité avec celui-ci. Pour Fichte, la Naturphilosophie ne permettait pas non plus de dépasser ce projet, bien qu'il ait exprimé une position moins critique dans certains passages isolés de son œuvre. Il accuse en particulier Schelling, rapporte Xavier Tilliette, « d'absolutiser gratuitement la Nature, de sorte que l'Absolu s'en va "dans les champignons" ».
Selon Françoise Dastur, la différence entre Schelling et Hölderlin réside dans leur compréhension opposée de la « totalité ». Le premier ne la conçoit que comme une simple « identité » alors que l'autre y voit « une totalité vivante et temporelle intégrant en elle un processus de différenciation interne ». « La nature est le nom de la totalité elle-même, du processus tout entier de différenciation qui est à l'œuvre dans l'univers et qui inclut en lui-même l'être humain et ses productions ». Cette union intime de l'homme et de la nature implique :
1. La créativité de l'homme doit finalement être attribuée à la nature elle-même
2. « La puissance de la nature ne vient pas seulement de ce qu'elle accomplit sa propre perception mais aussi qu'une telle auto-perception est créatrice et non pas seulement réceptrice, au sens où son regard sur elle-même est un processus poétique, comme l'est l'intuitus originarius du dieu de la théologie rationnelle qui crée et perçoit tout à la fois » écrit Françoise Dastur[23].

## Idéalisme allemand et romantisme d'Iéna
Au sein du cercle romantique d'Iéna, Novalis et Ritter participent activement à la Naturphilosophie . Goethe est l'un des noms les plus importants de ce courant, avec ses recherches sur la métamorphose des plantes et ses réflexions, plus spéculatives, sur le « phénomène originaire » (Urphänomen). Les grands idéalistes allemands s'y intéressent et en développent certains aspects[pas clair], comme Hegel, quelque temps, avant de s'en détacher, intégrant ses travaux de philosophie de la nature dans sa description du développement de l'Esprit. Tilliette rapporte que Hegel se moque même dans sa Phénoménologie de l'Esprit de ce grand commencement métaphysique qui reposait sur l'intuition intellectuelle. D'après Gusdorf, « De nombreux naturalistes, biologistes, médecins, anthropologues et anthroposophes, perpétuent cette même inspiration dans des horizons divers du savoir pendant le second tiers du siècle, avec une audience suffisante pour que leurs œuvres soient rééditées en un temps même où positivisme et scientisme occupent le devant de la scène intellectuelle ». Selon lui, des savants, tels que Alexander von Humboldt, naturaliste, géographe et explorateur, ont soutenu les spéculations de Schelling.

## LaNaturphilosophiedans l'histoire des sciences
Il reste que le courant de la Naturphilosophie peut être crédité d'un certain nombre de découvertes scientifiques, telles que celle de la continuité des phénomènes électriques et magnétiques, avec Hans Christian Ørsted.
Malgré les critiques qu'on a pu lui apporter, la Naturphilosophie est le dernier projet conséquent en date à avoir proposé une alternative à la science orthodoxe moderne initiée par Galilée, sur laquelle se sont appuyés le positivisme, puis le néo-positivisme (le Cercle de Vienne), ainsi que nombre de philosophes, épistémologues et scientifiques. Mais sa prétention à pouvoir se substituer aux sciences positives, et son recours à des principes métaphysiques abstraits l'ont définitivement reléguée du côté de l'histoire des sciences.
La question de l'unité de la nature et de la façon dont on peut la comprendre au sein d'une conception philosophique continue toutefois de se poser alors que les sciences spécialisées voient dans la nature différents niveaux d'objectivité irréductibles les uns aux autres.